# Elephantulus myurus
Elephantulus myurus es una especie de mamífero afroterio del orden Macroscelidea. Se encuentra en Botsuana, Mozambique, Sudáfrica y Zimbabue. Su hábitat natural son las áreas subtropicales o tropicales de tierras bajas y de zonas rocosas.